# Araplo
Araplo (en griego, Ἄραπλος) es una antigua ciudad griega del Quersoneso tracio.
Es citada en el Periplo de Pseudo-Escílax, en el quinto lugar de una sucesión de ciudades del Quersoneso tracio formadas por Cardia, Ide, Peón, Alopeconeso, Araplo, Eleunte y Sesto.
Se desconoce su localización exacta.